# Szklana pułapka 3
Szklana pułapka 3 (ang. Die Hard with a Vengeance lub Die Hard 3) – amerykański film akcji w reżyserii Johna McTiernana z roku 1995, będący sequelem Szklanej pułapki (1988) i Szklanej pułapki 2 (1990).

## Obsada
- Bruce Willis – John McClane
- Jeremy Irons – Simon Peter Gruber, Peter Krieg
- Samuel L. Jackson – Zeus Carver
- Graham Greene – Joe Lambert
- Colleen Camp(inne języki) – Connie Kowalski
- Anthony Peck(inne języki) – Ricky Walsh
- Nicholas Wyman(inne języki) – Targo
- Kevin Chamberlin – Charles Weiss
- Stephen Pearlman(inne języki) – dr Schiller
- James Saito(inne języki) – koreański właściciel
- Larry Bryggman – inspektor Walter Cobb

## Fabuła
W Nowym Jorku wybucha bomba. Z policją komunikuje się człowiek, który przedstawia się jako Simon i grozi, że zdetonuje kolejne bomby, jeśli John McClane (Bruce Willis) nie zabawi się z nim w grę „Simon mówi” – ma ona polegać na tym, że McClane będzie wykonywać polecenia Simona i rozwiązywać jego zagadki. McClane ma za zadanie stanąć na ulicy Harlemu z rasistowską tablicą. Zostaje tam zaatakowany przez rozwścieczonych mieszkańców, lecz ratuje go czarnoskóry sprzedawca Zeus Carver (Samuel L. Jackson). Tajemniczy Simon, który stale ich obserwuje, mówi policjantom na komendzie, że od teraz Carver (którego na znak uratowania McClane’a nazywa samarytaninem) ma współpracować z McClane’em. Simon podkłada bombę w kolejnym miejscu publicznym i grozi jej zdetonowaniem, jeśli McClane i Carver, którzy coraz bardziej się kłócą, nie rozwiążą podchwytliwej zagadki matematycznej w ciągu 30 sekund. Zeusowi udaje się ją rozwiązać na sekundę przed upłynięciem czasu.
Następna bomba znajduje się w wagonie metra i zostanie zdetonowana jeśli McClane i Carver nie zdążą dotrzeć do budki telefonicznej na jednej ze stacji. Uciekają się do podstępu – policjant szuka bomby w pociągu, a sprzedawca spieszy do budki, do której udaje mu się zdążyć na czas. Terrorysta uznaje jednak nieobecność McClane’a przy telefonie za nieposłuszeństwo i detonuje bombę, która rani kilku pasażerów. McClane i Carver spotykają się z agentami federalnymi, którzy wyjawiają im tożsamość terrorysty – jest to Niemiec Simon Gruber (Jeremy Irons), brat terrorysty Hansa Grubera, którego McClane zabił w pierwszej części serii filmów. Gruber informuje agentów, że następna bomba podłożona jest w jednej z nowojorskich szkół, nie mówi jednak w której i zabrania ewakuować uczniów. Cała nowojorska policja rusza więc na poszukiwania bomby, a Gruber i jego ludzie w przebraniach agentów federalnych przybywają do Banku Rezerw Federalnych, z którego kradną złoto. To właśnie pod budynkiem banku wybuchła druga bomba.
W tym czasie McClane i Carver rozbrajają kolejną bombę, podłożoną w parku przy fontannie, po czym docierają do Banku Rezerw, gdzie jednak nie ma już Grubera i jego ludzi. Terrorysta zadaje im kolejną zagadkę – mają odgadnąć co jest 21. z 42. Tymczasem agenci wbrew zakazowi Grubera zaczynają ewakuować uczniów, wśród których są dwaj siostrzeńcy Carvera. Jeden z agentów usiłuje rozbroić znalezioną w jednej ze szkół bombę. McClane’owi i Carverowi udaje się rozszyfrować zagadkę Grubera, któremu chodziło o 21. prezydenta USA (Chester Arthur), który jest patronem szkoły, gdzie podłożono bombę. Gruber i jego ludzie próbują uciec z miasta kontenerowcem, na który z mostu wskakują McClane i Carver, jednak zostają schwytani. Terroryści podkładają na statku bombę, przywiązują McClane’a i rannego w nogę Carvera do słupa i uciekają łodzią. W tym samym czasie bomba w szkole okazuje się fałszywa i całkowicie niegroźna. McClane uwalnia się z kajdanek i wraz z Carverem w ostatniej chwili uciekają z eksplodującego statku i zostają wyłowieni z wody przez agentów.
Na brzegu za namową Carvera McClane dzwoni do żony, z którą jest w separacji, ale podczas rozmowy na opakowaniu aspiryny otrzymanej wcześniej od Grubera zauważa napis z nazwą miasta, w którym – jak się domyśla – są Gruber i jego ludzie. Rzuca więc słuchawkę i wraz z Carverem i agentami dociera do starej opuszczonej fabryki, gdzie Gruber świętuje swój sukces. Po przybyciu agentów Gruber próbuje uciec helikopterem, do którego strzela McClane i maszyna eksploduje. Przed strzałem policjant mówi: „Pozdrów brata”.
W ostatniej scenie filmu widzimy Carvera siedzącego z nogą w gipsie na chodniku, a obok niego McClane dzwoni ponownie do żony.